# Liste der Monuments historiques in Dinan
Die Liste der Monuments historiques in Dinan führt die Monuments historiques in der französischen Stadt Dinan auf.

## Liste der Bauwerke

### Dinan
| Bezeichnung                                    | Beschreibung                 | Standort                                        | Kennzeichnung | Schutzstatus   | Datum     | Bild |
| ---------------------------------------------- | ---------------------------- | ----------------------------------------------- | ------------- | -------------- | --------- | ---- |
| Basilika Saint-Sauveur mit Evangelistenfenster |                              | Place Saint-Sauveur (Lage)                      | PA00089077    | Classé         | 1862      |      |
| Burg (Donjon)                                  |                              | Rue du château (Lage)                           | PA00089071    | Classé         | 1886      |      |
| Benediktinerinnenkloster                       |                              | 12, rue de Lehon (Lage)                         | PA00089072    | Inscrit Classé | 1981      |      |
| Franziskanerkloster                            |                              | 1, place des Cordeliers (Lage)                  | PA00089073    | Classé         | 1930      |      |
| Dominikanerinnenkloster                        |                              | 12, rue Chauffepieds (Lage)                     | PA00089074    | Inscrit Classé | 1987 1990 |      |
| Ursulinenkloster                               |                              | 19, rue de la boulangerie (Lage)                | PA00089075    | Inscrit        | 1987      |      |
| Kirche Saint-Malo                              |                              | Grand Rue (Lage)                                | PA00089076    | Classé         | 1907      |      |
| Bahnhof                                        |                              | Place du 11 novembre 1918 (Lage)                | PA00135252    | Inscrit        | 1995      |      |
| Hôtel de Beaumanoir                            |                              | 1, rue Haute-Voie (Lage)                        | PA00089078    | Classé         | 1952      |      |
| Hôtel Kératry                                  |                              | 4, rue de l’Horloge (Lage)                      | PA00089099    | Classé         | 1922      |      |
| Gebäude                                        |                              | 21, place Saint-Sauveur (Lage)                  | PA00089137    | Inscrit        | 1956      |      |
| Haus                                           |                              | 1, 3, 5 rue de l’Apport Rue de l’Horloge (Lage) | PA00089079    | Classé         | 1961      |      |
| Haus                                           |                              | 5, rue de l’Apport (Lage)                       | PA00089082    | Classé         | 1961      |      |
| Haus                                           |                              | 7, rue de l’Apport (Lage)                       | PA00089083    | Classé         | 1961      |      |
| Haus                                           |                              | 19, 21 rue de l’Apport (Lage)                   | PA00089081    | Classé         | 1961      |      |
| Haus                                           |                              | 3, rue du Coignet (Lage)                        | PA00089088    | Inscrit        | 1961      |      |
| Haus                                           |                              | 5, rue du Coignet (Lage)                        | PA00089089    | Inscrit        | 1961      |      |
| Haus                                           |                              | 7, rue du Coignet (Lage)                        | PA00089090    | Inscrit        | 1961      |      |
| Haus                                           |                              | 9, rue du Coignet (Lage)                        | PA00089091    | Inscrit        | 1961      |      |
| Haus                                           |                              | 11, rue du Coignet (Lage)                       | PA00089092    | Inscrit        | 1961      |      |
| Haus                                           |                              | 12, place des Cordeliers (Lage)                 | PA00089085    | Inscrit        | 1961      |      |
| Haus                                           |                              | 14, place des Cordeliers (Lage)                 | PA00089086    | Inscrit        | 1961      |      |
| Haus                                           |                              | 16, place des Cordeliers (Lage)                 | PA00089087    | Inscrit        | 1961      |      |
| Konsolfigur                                    |                              | 2, rue de la Cordonnerie (Lage)                 | PA00089093    | Inscrit        | 1926      |      |
| Haus                                           |                              | 8, rue de la Cordonnerie (Lage)                 | PA00089094    | Inscrit        | 1961      |      |
| Haus                                           |                              | 10, rue de la Cordonnerie (Lage)                | PA00089095    | Inscrit        | 1961      |      |
| Haus                                           |                              | 14, rue de la Cordonnerie (Lage)                | PA00089096    | Inscrit        | 1961      |      |
| Haus                                           |                              | 20, rue la Ferronnerie (Lage)                   | PA00089117    | Inscrit        | 1961      |      |
| Haus                                           |                              | 6, rue Haute-Voie (Lage)                        | PA00089097    | Inscrit        | 1961      |      |
| Haus                                           |                              | 8, rue Haute-Voie (Lage)                        | PA00089098    | Inscrit        | 1933      |      |
| Haus                                           |                              | 31, 33 rue de l’Horloge (Lage)                  | PA00089102    | Classé         | 1961      |      |
| Haus                                           |                              | 27, rue de l’Horloge (Lage)                     | PA00089101    | Classé         | 1961      |      |
| Häuser                                         |                              | Rue du Jerzual (Lage)                           | PA00089104    | Inscrit        | 1926      |      |
| Haus                                           |                              | 1, rue du Jerzual (Lage)                        | PA00089103    | Inscrit        | 1961      |      |
| Haus                                           |                              | 5, rue du Jerzual (Lage)                        | PA00089105    | Inscrit        | 1961      |      |
| Haus                                           |                              | 6, rue du Jerzual (Lage)                        | PA00089106    | Classé         | 1930      |      |
| Haus                                           |                              | 8, rue du Jerzual (Lage)                        | PA00089107    | Classé         | 1961      |      |
| Haus                                           |                              | 15, rue du Jerzual (Lage)                       | PA00089108    | Inscrit        | 1961      |      |
| Haus                                           |                              | 24, rue du Jerzual (Lage)                       | PA00089109    | Inscrit        | 1961      |      |
| Haus                                           |                              | 26, rue du Jerzual (Lage)                       | PA00089110    | Inscrit        | 1961      |      |
| Haus                                           |                              | 29, rue du Jerzual (Lage)                       | PA00089111    | Inscrit        | 1961      |      |
| Haus                                           |                              | 36, rue du Jerzual (Lage)                       | PA00089112    | Inscrit        | 1961      |      |
| Haus                                           |                              | 38, rue du Jerzual (Lage)                       | PA00089113    | Inscrit        | 1961      |      |
| Haus                                           |                              | 42, rue du Jerzual (Lage)                       | PA00089114    | Inscrit        | 1961      |      |
| Hôtel de Pontbriand                            |                              | 6, rue de la Lainerie (Lage)                    | PA00089115    | Inscrit        | 1961      |      |
| Haus                                           |                              | 1, place des Merciers (Lage)                    | PA00089084    | Classé         | 1961      |      |
| Haus                                           |                              | 3, rue de la Mittrie (Lage)                     | PA00089118    | Inscrit        | 1961      |      |
| Haus                                           |                              | 5, rue de la Mittrie (Lage)                     | PA00089119    | Inscrit        | 1961      |      |
| Haus                                           |                              | 7, rue de la Mittrie (Lage)                     | PA00089120    | Inscrit        | 1961      |      |
| Haus                                           |                              | 9, rue de la Mittrie (Lage)                     | PA00089121    | Inscrit        | 1961      |      |
| Haus                                           |                              | 7, rue du Petit-Fort (Lage)                     | PA00089122    | Classé         | 1928      |      |
| Haus                                           |                              | 11, rue du Petit-Fort (Lage)                    | PA00089123    | Classé         | 1961      |      |
| Haus                                           |                              | 13, rue du Petit-Fort (Lage)                    | PA00089124    | Classé         | 1961      |      |
| Haus                                           |                              | 15, rue du Petit-Fort (Lage)                    | PA00089125    | Classé         | 1961      |      |
| Maison du Gouverneur                           |                              | 24, rue du Petit-Fort (Lage)                    | PA00089126    | Classé         | 1938      |      |
| Haus                                           |                              | 30, rue du Petit-Fort (Lage)                    | PA00089127    | Inscrit        | 1961      |      |
| Haus                                           |                              | 49, rue du Petit-Fort (Lage)                    | PA00089128    | Classé         | 1961      |      |
| Haus                                           |                              | 51, rue du Petit-Fort (Lage)                    | PA00089129    | Classé         | 1961      |      |
| Haus                                           |                              | 64, rue du Petit-Fort (Lage)                    | PA00089130    | Inscrit        | 1961      |      |
| Maison des Potiers                             |                              | 66, rue du Petit-Fort (Lage)                    | PA00089131    | Inscrit        | 1961      |      |
| Haus                                           |                              | 68, rue du Petit-Fort (Lage)                    | PA00089132    | Inscrit        | 1961      |      |
| Haus                                           |                              | 72, rue du Petit-Fort (Lage)                    | PA00089133    | Inscrit        | 1961      |      |
| Haus                                           |                              | 74, rue du Petit-Fort (Lage)                    | PA00089134    | Inscrit        | 1961      |      |
| Haus                                           |                              | 82, rue du Petit-Fort Rue du Port (Lage)        | PA00089135    | Classé         | 1961      |      |
| Haus von Auguste Pavie                         |                              | 10, place Saint-Sauveur (Lage)                  | PA00089136    | Inscrit        | 1961      |      |
| Maison du Gisant                               |                              | 13, rue de l’Horloge (Lage)                     | PA00089100    | Classé         | 1961      |      |
| Maison de la Mère Pourcel                      |                              | 3, place des Merciers (Lage)                    | PA00089080    | Classé         | 1961      |      |
| Maison du Saint-Mitré                          |                              | 1, rue de la Larderie (Lage)                    | PA00089116    | Inscrit        | 1952      |      |
| Stadtbefestigung                               | Stadtmauer, Türme, Stadttore | (Lage)                                          | PA00089139    | Classé         | 1886      |      |
| Uhrenturm                                      |                              | 23, rue de l’Horloge (Lage)                     | PA00089140    | Classé         | 1910      |      |
| Vieux pont                                     |                              | Le Port (Lage)                                  | PA00089138    | Classé         | 1903      |      |

### Léhon
| Bezeichnung          | Beschreibung | Standort                      | Kennzeichnung | Schutzstatus | Datum | Bild |
| -------------------- | ------------ | ----------------------------- | ------------- | ------------ | ----- | ---- |
| Calvaire             |              | Avenue du Saint-Esprit (Lage) | PA00089302    | Classement   | 1907  |      |
| Schloss              |              | (Lage)                        | PA22000021    | Inscription  | 2004  |      |
| Abtei Saint-Magloire |              | (Lage)                        | PA00089303    | Classement   | 1875  |      |

## Liste der Objekte

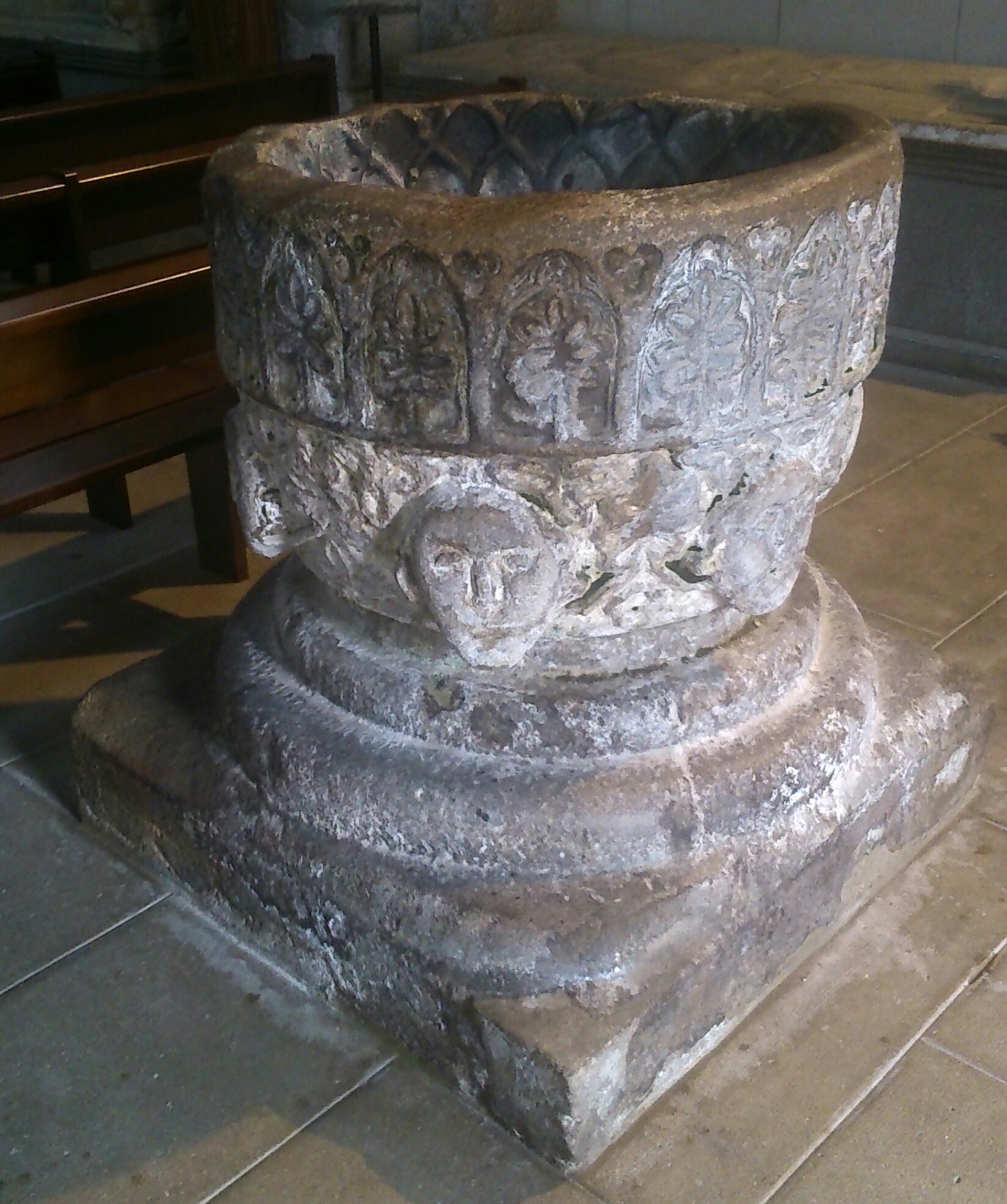
Ehemaliges Taufbecken (13. Jahrhundert) in der Abteikirche St-Magloire

- Monuments historiques (Objekte) in Dinan in der Base Palissy des französischen Kultusministeriums
- Monuments historiques (Objekte) in Léhon in der Base Palissy des französischen Kultusministeriums